# Фридрих фон Визер
Фрѝдрих фон Вѝзер (на немски: Friedrich von Wieser, [ˈfʁiːdʁɪç fɔn ˈviːzɐ]) е австрийски икономист.

## Живот
Роден е на 10 юли 1851 година във Виена в благородническо семейство, по-късно наследява титлата фрайхер.
През 1872 година завършва обществени науки във Виенския университет, след което преподава там и в Карловия университет. Силно повлиян от „Принципи на икономиката“ на Карл Менгер, наред със своя приятел и зет Ойген фон Бьом-Баверк, той става един от ранните дейци на Австрийската школа, разработва подробно концепцията за алтернативните разходи и доразвива теорията за пределната полезност.
Фридрих фон Визер умира на 22 юли 1926 година в Санкт Гилген.